# Vladimer Khinchegashvili
Vladimer Khinchegashvili (en géorgien : ვლადიმერ ხინჩეგაშვილი), né le 18 avril 1991 à Gori, est un lutteur libre géorgien.
Le 10 août 2012, il devient vice-champion olympique de lutte libre en -55 kg.
Il est sacré champion olympique des moins de 57 kg aux Jeux olympiques d'été de 2016.

## Palmarès

### Jeux olympiques
- Médaille d'or dans la catégorie des moins de 57 kg aux Jeux olympiques d'été de 2016 à Rio de Janeiro
- Médaille d'argent dans la catégorie des moins de 55 kg aux Jeux olympiques d'été de 2012 à Londres

### Championnats du monde
- Médaille d'or dans la catégorie des moins de 57 kg en 2015 à Las Vegas
- Médaille d'argent dans la catégorie des moins de 57 kg en 2014 à Tachkent
- Médaille de bronze dans la catégorie des moins de 61 kg en 2017 à Paris

### Championnats d'Europe
- Médaille d'or dans la catégorie des moins de 61 kg en 2017 à Novi Sad
- Médaille d'or dans la catégorie des moins de 61 kg en 2016 à Riga
- Médaille d'or dans la catégorie des moins de 57 kg en 2014 à Vantaa
- Médaille d'argent dans la catégorie des moins de 55 kg en 2011 à Dortmund
- Médaille de bronze dans la catégorie des moins de 60 kg en 2013 à Tbilissi
- Médaille de bronze dans la catégorie des moins de 65 kg en 2018 à Kaspiisk

### Jeux européens
- Médaille d'argent en lutte libre dans la catégorie des moins de 65 kg en 2019 à Minsk